# Tammerkoski

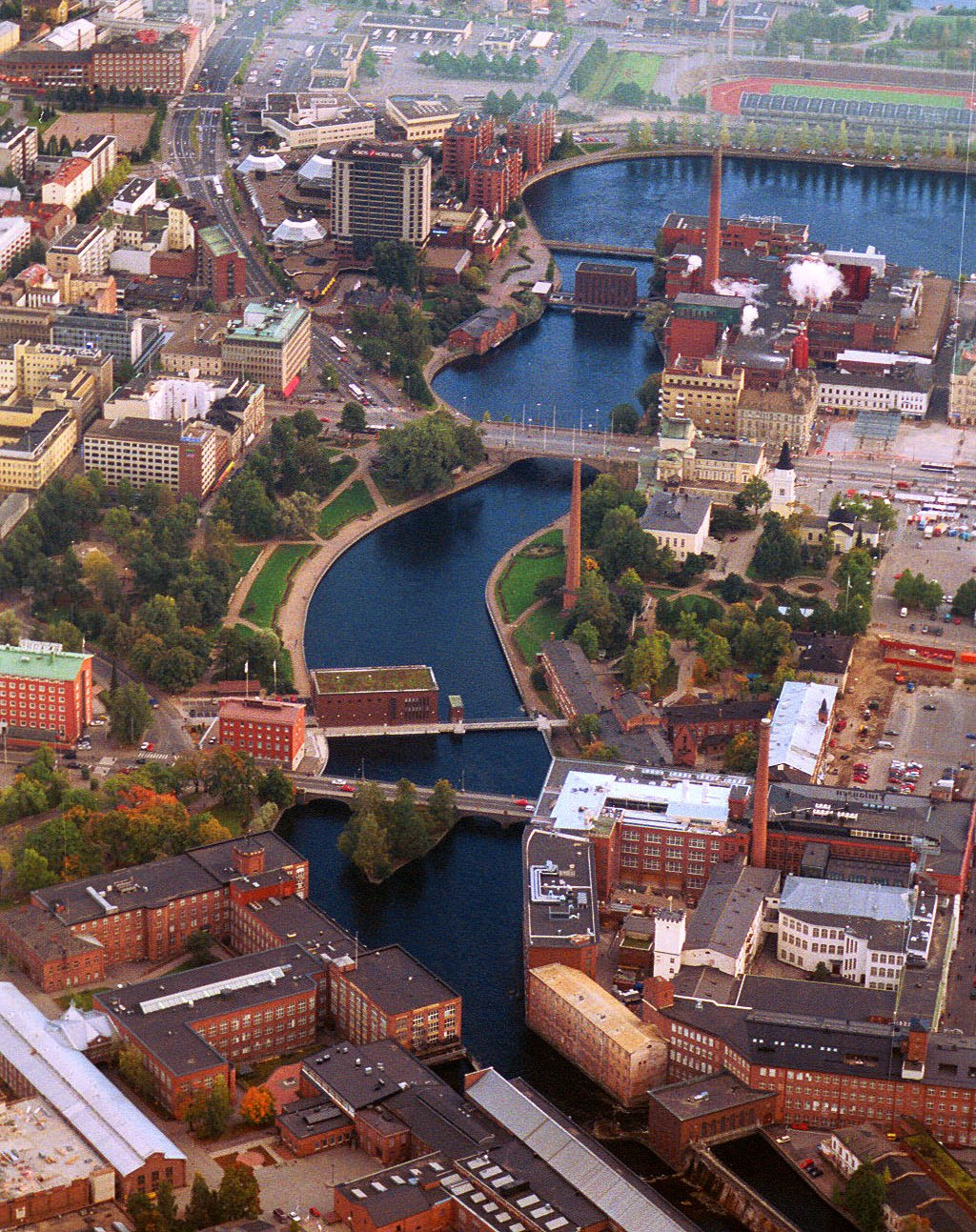
Tammerkoski

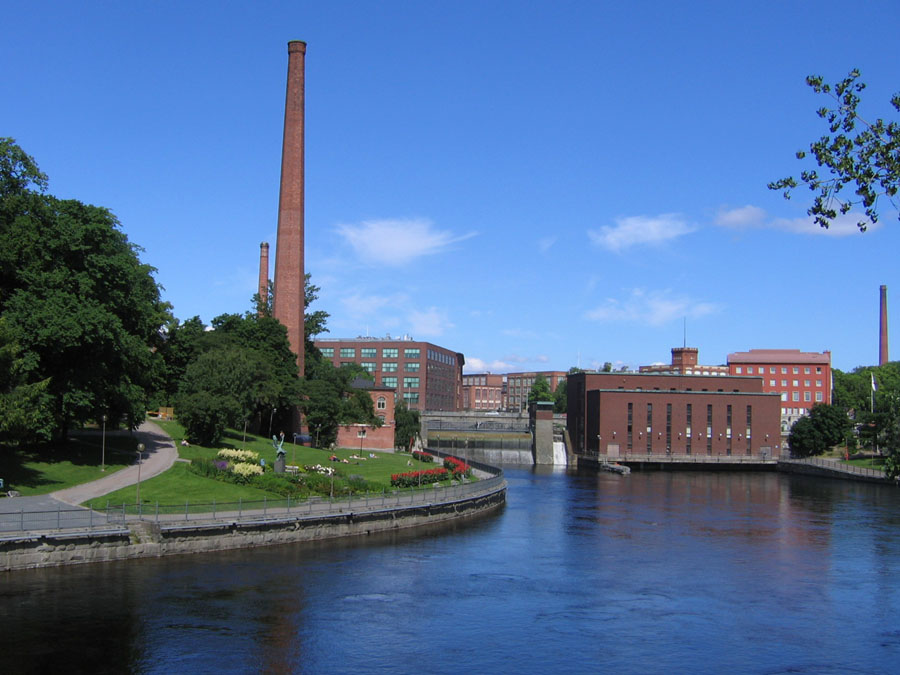
Kraftwerk-Stelle zwischen den beiden Seen (dem Näsijärvi und dem Pyhäjärvi)

Die Tammerkoski-Stromschnellen (finnisch Tammerkoski, schwedisch Tammerfors ström) bilden die fast einen Kilometer lange Verbindung zwischen den beiden Seen Näsijärvi und Pyhäjärvi in der finnischen Stadt Tampere. Die Stadt wurde 1779 um die Stromschnellen herum gegründet, nachdem der König Gustav III den Ort im Jahr 1775 persönlich besucht hatte.
Der Niveauunterschied von 18 Metern zwischen den beiden Seen wird als Energiequelle genutzt. Fabriken sind dort seit dem Ende des 18. Jahrhunderts ansässig. Tammerkoski, dessen Viertel auch als das finnische Manchester bezeichnet wird, zählt zu den Nationallandschaften Finnlands.